# Dera Bugti
Dera Bugti (Urdu: ڈیرہ بگٹی) é uma cidade do Paquistão localizada no distrito de Dera Bugti, província de Baluchistão.
Dera Bugti é a cidade natal de Nawab Akbar Khan Bugti.

## Demografia
- Homens: 8 093
- Mulheres: 7 216

(Censo 1998)
A maioria dos habitantes da cidade pertencem a tribo Bugti.